# Thüringer Kloßmuseum

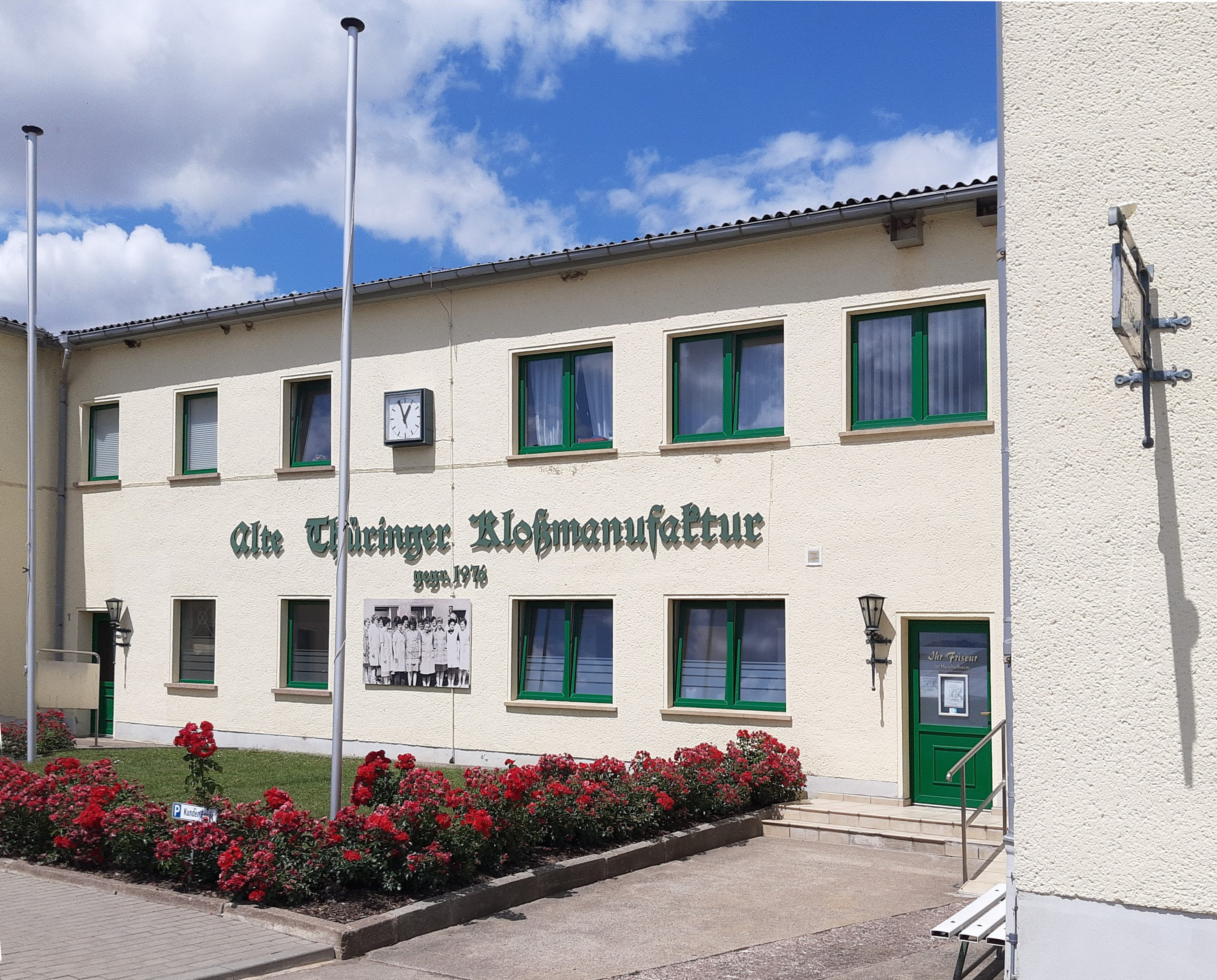
Alte Thüringer Kloßmanufaktur

Das Thüringer Kloßmuseum – Eigenbezeichnung inzwischen Thüringer Kloß-Welt – ist ein den Thüringer Klößen gewidmetes Regionalmuseum in Heichelheim nahe Weimar in Thüringen. Träger ist die ABLIG Feinfrost GmbH Heichelheim, Geschäftsführer ist Fritjof Hahn.

## Geschichte

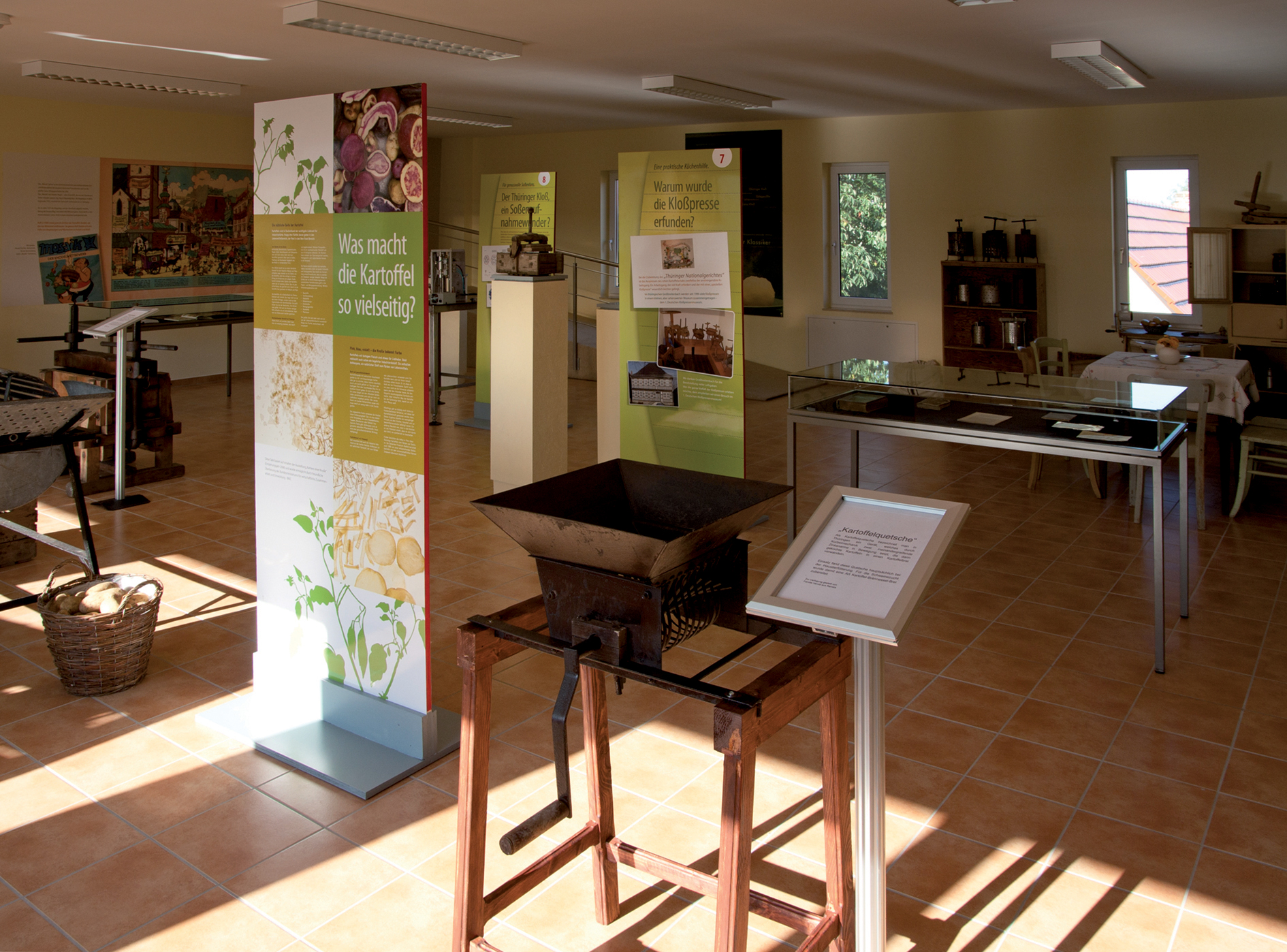
Thüringer Kloßmuseum, Teil des Innenraums

Laut Betreiber gab der Schauspieler Manfred Krug den Anstoß für die Gründung des Museums: Auf der Suche nach Ersatz für seine defekte Kloßpresse fragte der Schauspieler 1995 auf der Berliner Grünen Woche am Stand des Heichelheimer Kloßteigherstellers Ablig nach. Dieser gab dann eine Zeitungsanzeige zu der Sache auf und bekam so viele Pressen zugesandt, dass der Aufbau einer Sammlung beschlossen wurde. Am Eingang der Ausstellung hängt ein Brief des Schauspielers, in dem er sich „von ganzem Herzen“ bedankt.
Das 1999 gegründete Museum befindet sich in der Hauptstraße 3. Bis 2009 wurde es vom Förderverein Heichelheimer Kartoffel e. V. als gemeinnütziges Museum geführt, Leiter war von 1999 bis 2009 Sylk Schneider. Nach der Schließung 2010 wurde es am 26. August 2011 als Museum der ABLIG Feinfrost GmbH barrierefrei neu eröffnet.

## Ausstellung
Das Museum ist heute Teil der touristischen „Thüringer Kloß-Welt“ im einstigen herzoglichen Kammergut Heichelheim, auf dem seit seiner Gründung 1739 Kartoffelanbau betrieben wird. Das Museum hat über 3000 Quadratmeter Ausstellungsfläche im Gebäude der ehemaligen Kloßmanufaktur ZBE („Zwischenbetriebliche Einrichtungen“ in der Wirtschaft der DDR) Heichelheim.
In der Museumsausstellung finden sich Objekte, die die Geschichte der Fabrikation Thüringer Klöße seit den 1960er-Jahren darstellen, sowohl industrielle Fertigungsmaschinen als auch Haushaltsutensilien wie Kartoffel- und Kloßpressen, eine Kücheneinrichtung aus den 30er Jahren sowie Informationen zur Geschichte der ZBE Heichelheim.
Auch die Kultur- und Anbaugeschichte der Kartoffel und die Geschichte der Thüringer Klöße werden gezeigt.  Ein markantes Ausstellungsobjekt ist ein im Durchmesser fast 3 Meter großes begehbares Modell eines Thüringer Kloßes, in dem eine Gabel steckt.

## Weitere Ausstellungen
Im ersten Stock des Gebäudes sind weitere Themensammlungen untergebracht. Eine Abteilung über den Automobilbau in der DDR zeigt über fünfzig Fahrzeuge aus verschiedenen Baujahren, vor allem Modelle des Automobilwerks Eisenach, wie den EMW 340, Wartburg 311, Wartburg 312 und Wartburg 353 sowie den Kleintransporter Barkas B 1000 und Motorräder und -roller wie die Schwalbe und eine Minol-Tankstelle aus Erfurter Kombinatsbestand.
Ein Raum ist für Zeugnisse der Speiseeiskultur reserviert. Darin werden alte Eisschränke, Eiszapfanlagen sowie auch Eisbecher aus dem ehemaligen Palast der Republik bis hin zu Originalverpackungen von Speiseeisklassikern aus der DDR präsentiert.
Seit Januar 2024 gibt es die Ausstellung „Die Unternehmerfamilien Hügues und Werther aus Nordhausen im Wandel der Zeit – vom Kornbranntwein bis zum Hexen-Eis“, sie würdigt die Verdienste des Unternehmers Hans-Dieter Werther (* 1933).